# Úmluva o právech dítěte
Úmluva o právech dítěte (The United Nations Convention on the Rights of the Child) je mezinárodní smlouva stanovující občanská, politická, ekonomická, sociální a kulturní práva dětí. Dodržování úmluvy kontroluje Výbor pro práva dítěte OSN (Committee on the Rights of the Child). Byla přijata Valným shromážděním OSN 20. listopadu 1989. Ratifikovalo ji 196 států, neratifikovaly pouze Spojené státy americké. Jde o „běžnou mezinárodní smlouvu“ a tudíž zavazuje státy, nikoliv jednotlivce k jejímu plnění. Pokud stát některé své závazky vyplývající pro něj z „úmluvy“ přenáší na jednotlivce, musí tak činit s ohledem na jejich práva a povinnosti (čl. 3 odst. 2). Upravuje například uznávání osvojení.

## Práva dítěte
- 1 právo na život
- 2 právo na jméno
- 3 právo poznat své rodiče a být jimi vychováván
- 4 svoboda projevu a svobodný přístup k informacím
- 5 svoboda myšlení a náboženského vyznání
- 6 svoboda sdružování a pokojného shromažďování
- 7 právo na ochranu soukromí
- 8 právo na ochranu před násilím, ponižováním a vykořisťováním
- 9 právo na zajištění ochrany a pomoci poskytované státem, pokud je dítě zbaveno rodinného prostředí
- 10 duševně nebo tělesně postižené děti mají právo prožít plný a řádný život
- 11 právo na ochranu zdraví a využívání zdravotnických zařízení
- 12 právo na výhody sociálního zabezpečení
- 13 právo na životní úroveň potřebnou pro jeho rozvoj
- 14 právo na vzdělání
- 15 právo na používání vlastního jazyka
- 16 právo na odpočinek a volný čas
- 17 právo na ochranu před nebezpečnou prací
- 18 právo na svobodu projevu

### Povinnosti státu
Stát musí přijmout opatření
- ke snížení dětské úmrtnosti
- k zajištění lékařské pomoci dětem
- k zajištění odpovídající péče matce před porodem
- k rozvoji zdravotní osvěty
- k poskytování pomoci rodičům se zabezpečením životních podmínek dítěte
- k zajištění bezplatného základního vzdělání pro všechny děti
- k zajištění podpory středního vzdělání, které je buďto bezplatné, nebo je dítěti v případě nutnosti poskytnuta finanční pomoc
- k zajištění poradenské služby v oblasti vzdělání a profesní přípravy
- k zajištění ochrany před užíváním narkotik
- k zajištění ochrany před sexuálním vykořisťováním (prostituce, dětská pornografie apod.)
- k zabránění únosů a obchodování s dětmi
- k ochraně dětí před mučením, omezování osobní svobody
- k zákazu trestu smrti vztahujícímu se na nezletilé
- k tomu, aby děti, které byly zadrženy pro trestný čin, byly zadrženy po nejkratší nutnou dobu a to odděleně od dospělých, a aby se jim dostalo právní pomoci
- k tomu, aby se děti do 15 let nezúčastňovaly válečných akcí
- k podpoře začleňování dětí, se kterými bylo nelidsky zacházeno
- ke stanovení věkové hranice pro vstup do zaměstnání a délky pracovní doby nezletilých.

## Další zásady
- Rodiče mají zodpovědnost (avšak s ohledem na jejich vlastní práva a povinnosti podle čl. 3 odst. 2)
  - za výchovu dítěte
  - za zabezpečení životních podmínek potřebných pro rozvoj dítěte
- Dítěti, které žádá o postavení uprchlíka, musí být poskytnuta humanitární pomoc
- Výchova dítěte má
  - směřovat k rozvoji talentu a schopností dítěte a přípravě na zodpovědný život
  - posilovat úctu k lidským právům, vlastní kultuře a jazyku a k životnímu prostředí

## Výbor pro práva dítěte
Výbor pro práva dítěte OSN je založen na základě Čl. 43. Skládá se z 10 členů „vysokého morálního charakteru a uznávaných schopností“. Jsou voleni tajně na 4 roky (každé dva roky se volí polovina členů), každý stát může navrhnout jednoho kandidáta.